# Gonna Make You Sweat
Gonna Make You Sweat é um álbum de C+C Music Factory, lançado em 1990.

## lista de faixas
1. "Gonna Make You Sweat (Everybody Dance Now)" – 4:06
2. "Here We Go, Let's Rock & Roll" – 5:42
3. "Things That Make You Go Hmmm..." – 5:23
4. "Just a Touch of Love (Everyday)" (Clivillés) – 5:38
5. "A Groove of Love (What's This Word Called Love?)" – 10:00
6. "Live Happy" (David Cole) – 7:22
7. "Oooh Baby" (Cole) – 4:53
8. "Let's Get Funkee" (Cole) – 4:29
9. "Givin' It to You" (Cole) – 4:52
10. "Bang That Beat" (Cole, Williams) – 5:35
11. (faixa sem título) – 8:17